# Augustiner-Eremiten-Kirche Fürstenfeld

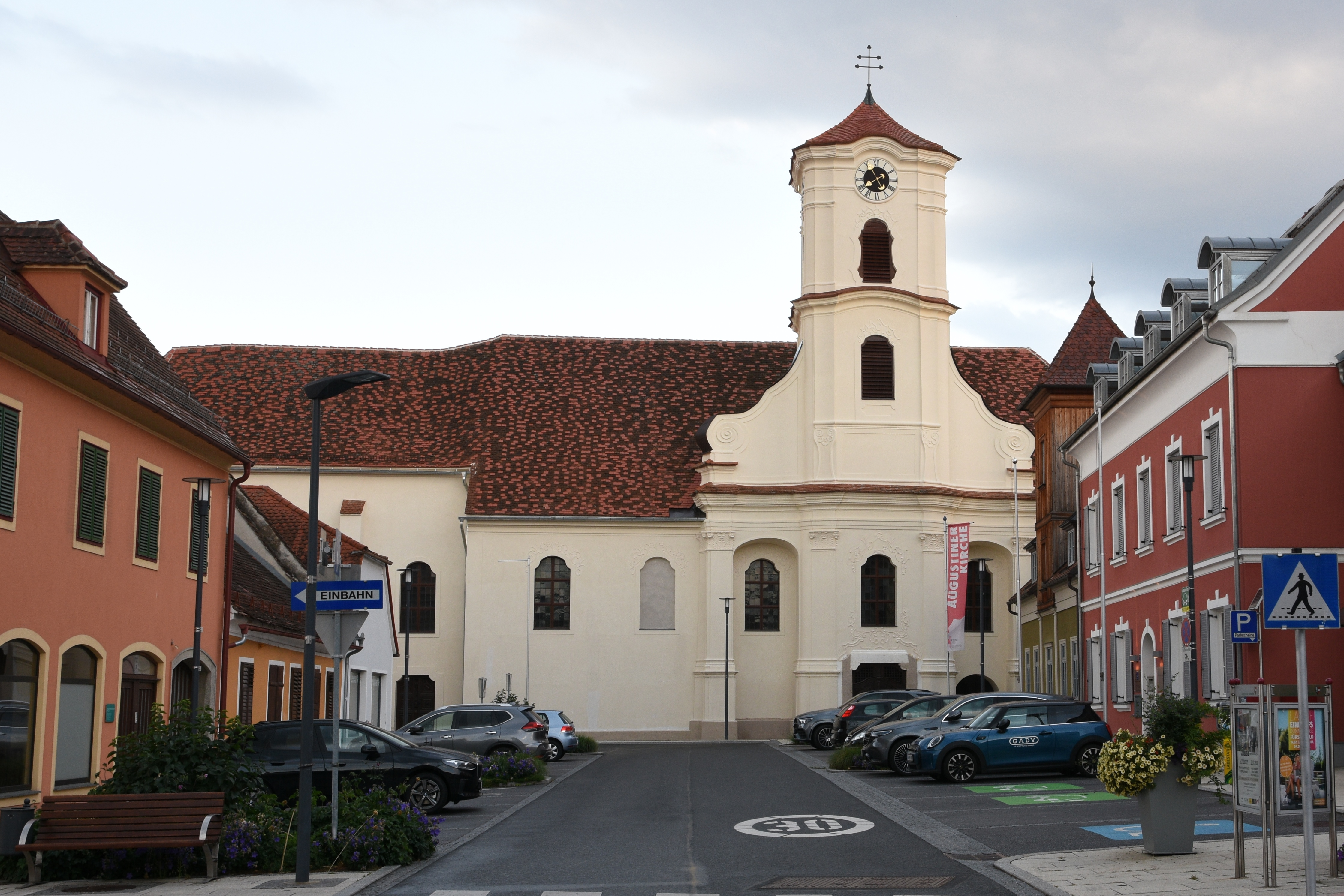
Gotische Kirche und nördlich angebautes Portal mit Mittelturm

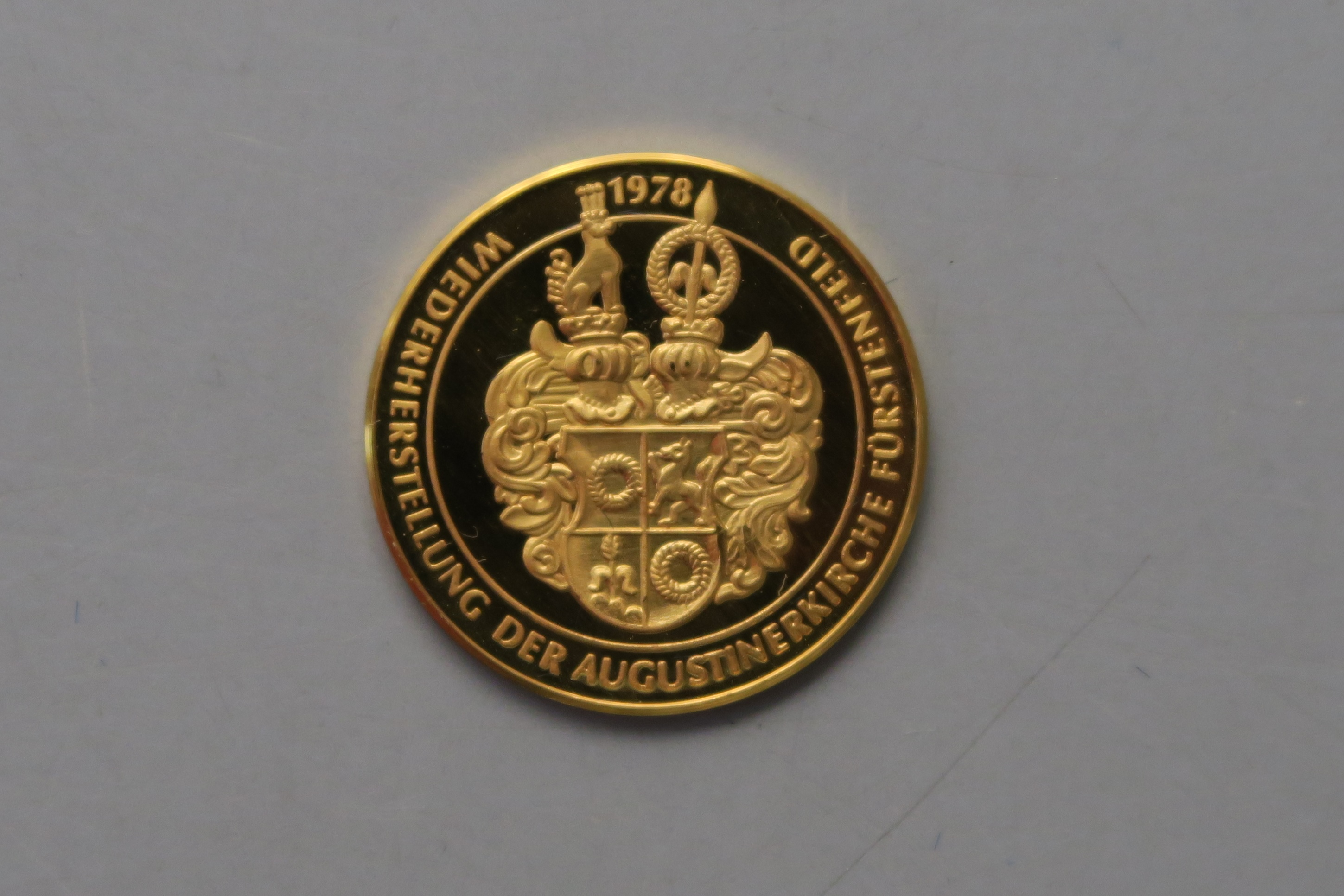
Kirchenrenovierung 1978

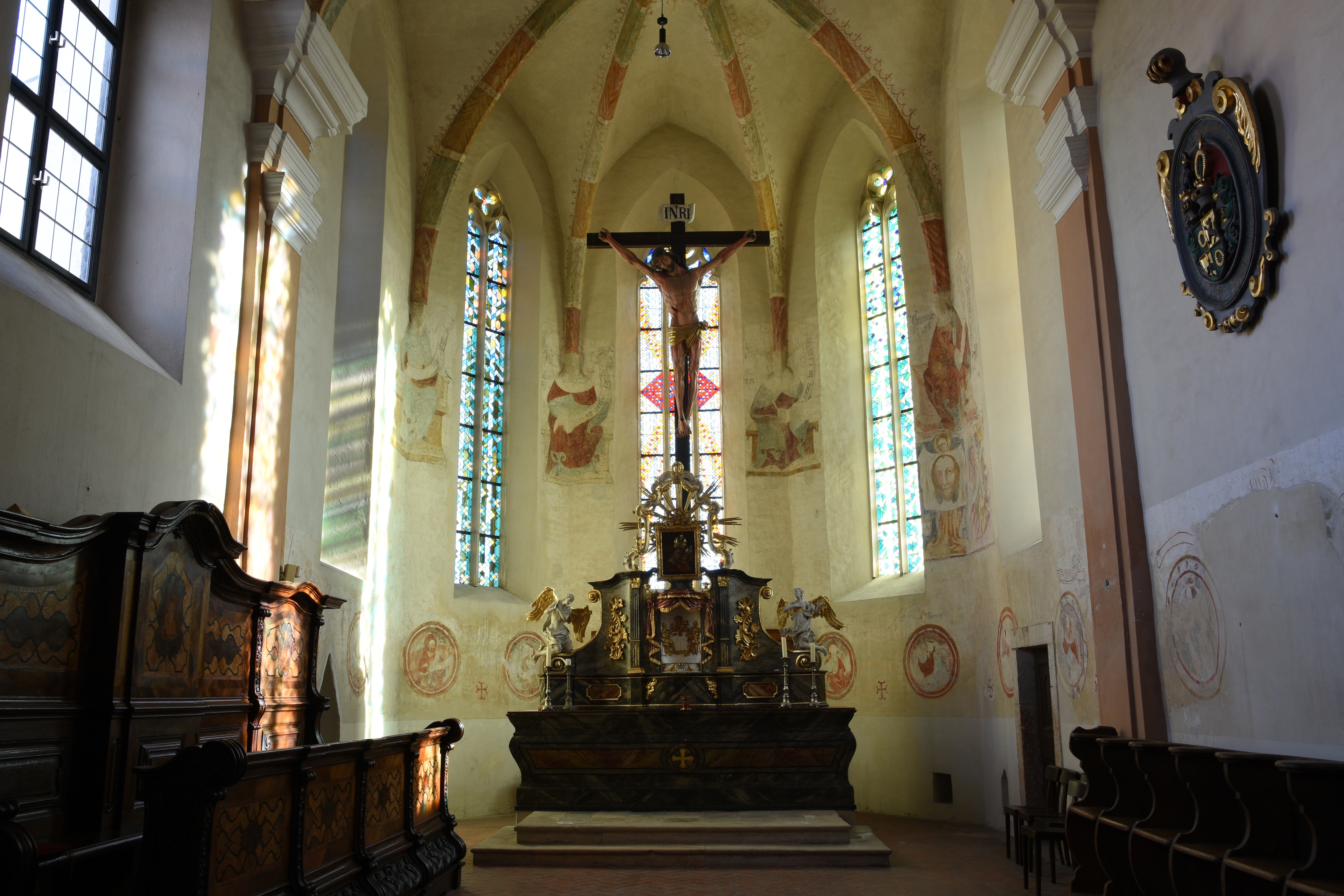
Altarraum mit Fresken

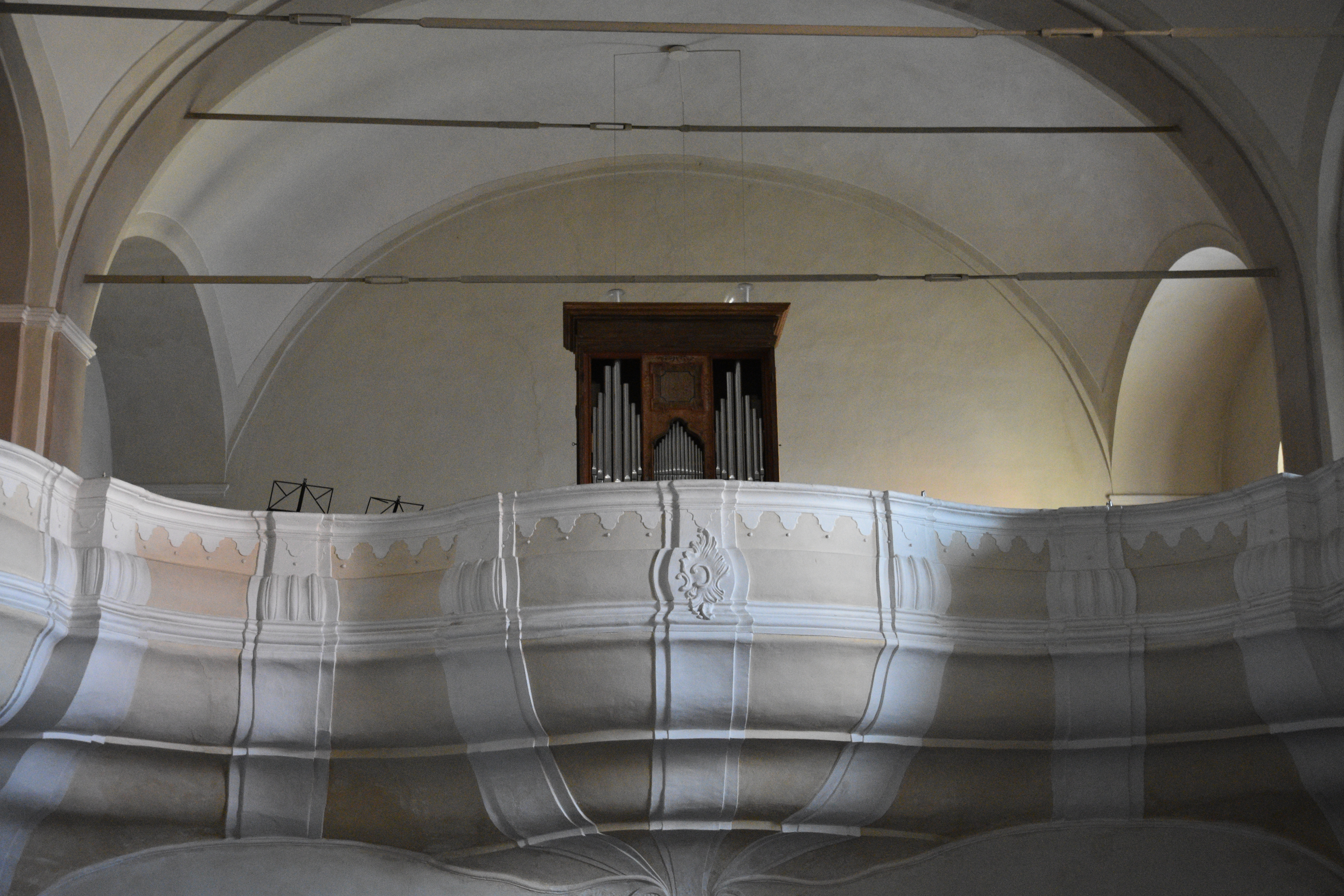
Die 2019 restaurierte Orgel

Die ehemalige Augustiner-Eremiten-Kirche in der Stadt Fürstenfeld in der Steiermark steht unter Denkmalschutz. Das Kirchengebäude, im Eigentum der Stadtgemeinde, wird als Veranstaltungsraum und Museum genutzt.

## Geschichte
Mit Herzog Rudolf IV. wurde 1362 auf Wunsch der Bürgerschaft ein Kloster für die Augustiner-Eremiten gegründet. Die Klosterkirche wurde von 1365 bis 1368 erbaut. 1503 und 1685 entstanden Schäden durch Brände. Im 3. Viertel des 18. Jahrhunderts erfolgte ein  barocker Umbau. 1811 wurde das Kloster aufgehoben. 1956 wurden Klostergebäude und Kreuzgang abgebrochen. Die Kirche wurde 1978 restauriert.
2022 erfolgte eine neuerliche Außenrenovierung mit neuer Farbgebung.

## Architektur
Der zweijochige, gotische Chor mit einem Fünfachtelschluss hat ein Kreuzrippengewölbe mit drei figuralen Schlusssteinen und hohe zwei- und dreiteilige Maßwerkfenster, außen zweimal abgetreppte Strebepfeiler. Das vierjochige Langhaus wurde im 3. Viertel des 18. Jahrhunderts umgebaut und mit einem Platzlgewölbe auf Wandpfeilern überwölbt, die flache Altarnischen bilden. Bei diesem Umbau wurden auch im Chor Pilaster angebracht. Zugleich wurde nordseitig eine dreiteilige, stuckierte und von einem Mittelturm überragte Eingangsfront errichtet, die den Kirchplatz dominiert.
Bei der Restaurierung 1968 wurden Fresken aus den Jahren um 1400 freigelegt: an den Chorwänden ca. 20 rekonstruierbare Medaillons mit Halbfiguren der Apostel alternierend mit Propheten, denen in Banderolen Sätze des Glaubensbekenntnisses beigeordnet sind. Darüber, in den Chorschrägen sind großfigurige, thronende Könige und Propheten, deren einst plastisch gebildete Köpfe als Rippenkonsolen dienten. Die rechte Chorschräge zeigt Vera Ikon und Daniel in der Löwengrube, an der Nordwand die Inschrift ...orare deum per animam johanne aquila picture, welche sich auf den Maler der Fresken Johannes Aquila bezieht. An der südlichen Langhauswand zeigen Freskenreste eine Madonna in einem Seitenaltar, seitlich zwei Heilige und im Gesprenge musizierende Engel.